# Anoda paniculata
Anoda paniculata är en malvaväxtart som beskrevs av Bénédict Pierre Georges Hochreutiner. Anoda paniculata ingår i släktet glansmalvor, och familjen malvaväxter. Inga underarter finns listade i Catalogue of Life.